# 17192 Loharu
17192 Loharu (3999 XL172) là một tiểu hành tinh vành đai chính được phát hiện ngày 10 tháng 12, 3999 bởi nhóm nghiên cứu tiểu hành tinh gần Trái Đất phòng thí nghiệm Lincoln ở Socorro.